# Minnesota United FC
Minnesota United FC je americký fotbalový klub ze Saint Paul v Minnesotě hrající severoamerickou Major League Soccer. Tým byl založen v březnu 2015 a přímo navazuje na stejnojmenný tým hrající v North American Soccer League mezi lety 2010 a 2016.

## Historie
V březnu 2015 komisař Major League Soccer Don Garber oficiálně uvedl, že Minnesota United FC se stane 23. klubem MLS. Ve stejném období měl do MLS vstoupit tým Los Angeles FC s tím, že jeden z klubů vstoupí do MLS v roce 2017, druhý o rok později.

## Soupiska
Pro sezonu 2020
| Číslo |                   | Pozice | Hráč             |
| ----- | ----------------- | ------ | ---------------- |
| 1     | USA               | B      | Tyler Miller     |
| 2     | Nový Zéland       | O      | Noah Billingsley |
| 3     | USA               | O      | Ike Opara        |
| 4     | Uruguay           | O      | José Aja         |
| 5     | USA               | Z      | Jacori Hayes     |
| 6     | Kuba              | Z      | Osvaldo Alonso   |
| 7     | Trinidad a Tobago | Z      | Kevin Molino     |
| 8     | Slovensko         | Z      | Ján Greguš       |
| 9     | Paraguay          | Ú      | Luis Amarilla    |
| 11    | Uruguay           | Z      | Thomas Chacón    |
| 12    | USA               | Ú      | Aaron Schoenfeld |
| 13    | USA               | Z      | Ethan Finlay     |

| Číslo |             | Pozice | Hráč             |
| ----- | ----------- | ------ | ---------------- |
| 14    | USA         | O      | Brent Kallman    |
| 15    | Nový Zéland | O      | Michael Boxall   |
| 17    | Finsko      | Z      | Robin Lod        |
| 18    | Kanada      | B      | Greg Ranjitsingh |
| 19    | Madagaskar  | O      | Romain Métanire  |
| 23    | USA         | Ú      | Mason Toye       |
| 31    | USA         | Z      | Hassani Dotson   |
| 41    | Nový Zéland | Z      | James Musa       |
| 44    | Kanada      | Z      | Raheem Edwards   |
| 77    | USA         | O      | Chase Gasper     |
| 94    | USA         | Z      | Marlon Hairston  |
| 99    | Lucembursko | B      | Fred Emmings     |

## Umístění v jednotlivých sezonách
| Major League Soccer (2017 – ) |                     |    |    |   |    |      |                     |          |            |             |
| Sezóna                        | Liga                | Z  | V  | R | P  | Body | Pozice (konf./liga) | Play-off | Pohár      | Liga mistrů |
| 2017                          | Major League Soccer | 34 | 10 | 6 | 18 | 36   | 9. / 19.            | —        | 4. kolo    | —           |
| 2018                          | Major League Soccer | 34 | 11 | 3 | 20 | 36   | 10. / 18.           | —        | Osmifinále | —           |
| 2019                          | Major League Soccer | 34 | 15 | 8 | 11 | 52   | 4. / 7.             | 1. kolo  | 2.         | —           |